# Patrik Carnbäck
Jan Patrik Carnbäck, "Carna", född 1 februari 1968 i Älvsborgs församling i Göteborg, är en svensk före detta ishockeyspelare.
Carnbäck började sin karriär i IFK Bäcken. Han har gjort 15 säsonger i Västra Frölunda HC, varav 13 i A-laget. 1988 draftades han som nummer 7 av Montreal Canadiens, nummer 125 totalt.
I Frölunda gjorde han 490 poäng (216 mål + 274 assist) på 554 matcher. Han var med och spelade upp Frölunda i elitserien 1989, och efter några år i NHL och Tyskland återvände han till klubben 1997. 2003 avslutade han karriären med att vinna SM-guld med Frölunda. Sedan 2014 har hans tröjnummer 14 varit pensionerat i Frölunda.
Carnbäcks son, Nils Carnbäck (född 1997), spelar ishockey för Karlskrona HK i allsvenskan.

## Klubbar
- IFK Bäcken
- Västra Frölunda HC (1986/1987-1991/1992)
- Montreal Canadiens (1992/1993)
- Fredericton Canadiens (1992/1993)
- Mighty Ducks of Anaheim (1993/1994-1994/1995)
- Västra Frölunda HC (1994/1995)
- Mighty Ducks of Anaheim (1995/1996)
- Kölner Haie (1995/1996-1996/1997)
- Västra Frölunda HC (1997/1998-2002/2003)

## Meriter
- Landskamper: 80 A, 47 B, 16 P/J
- 1990 - Årets nykomling
- 1992 - VM-guld
- 1994 - VM-brons
- 2003 - SM-Guld med Frölunda